# Artemisia elenae
Artemisia elenae là một loài thực vật có hoa trong họ Cúc. Loài này được Kupr. mô tả khoa học đầu tiên năm 1997.